# 迁州 (北周)
迁州，中国古代的州。在今湖北省境。
南北朝的北周，废西魏所设立的光迁国，为迁州。隋朝大业初年，改为房州，不久改为房陵郡。唐朝武德初年，仍称迁州。治所在光迁县（今湖北省房县），下辖光迁县、永清县、受阳县（今湖北省保康县马桥镇）、淅川县（今湖北省房县土城镇）、房陵县（今湖北省房县化龙堰镇）、重阳县。贞观十年（636年），又改为房州。
迁州刺史
- 李敬昂（622年）